# 汐ノ宮火山岩

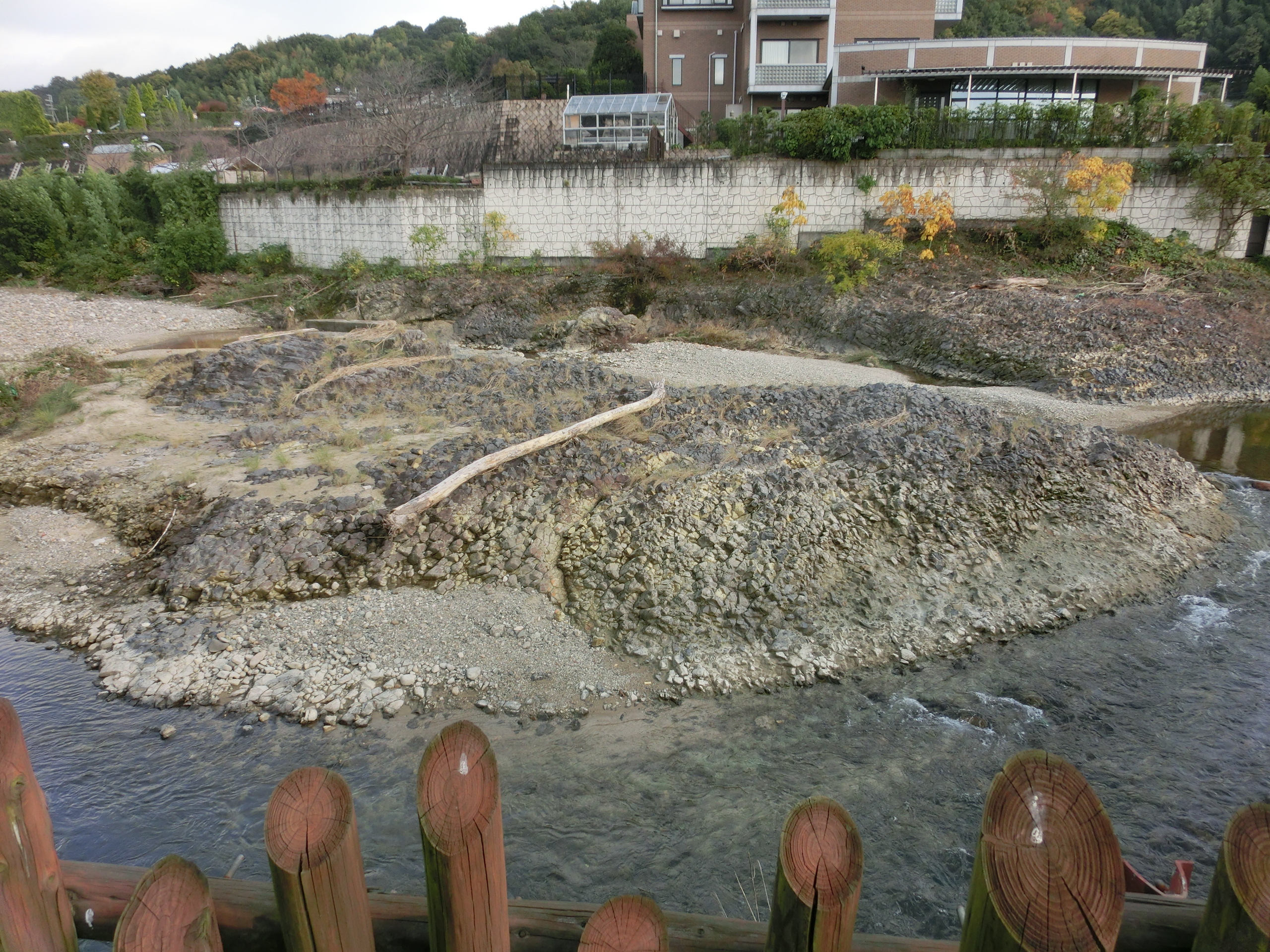
汐ノ宮火山岩 奥に見える建物の下にも露頭がある

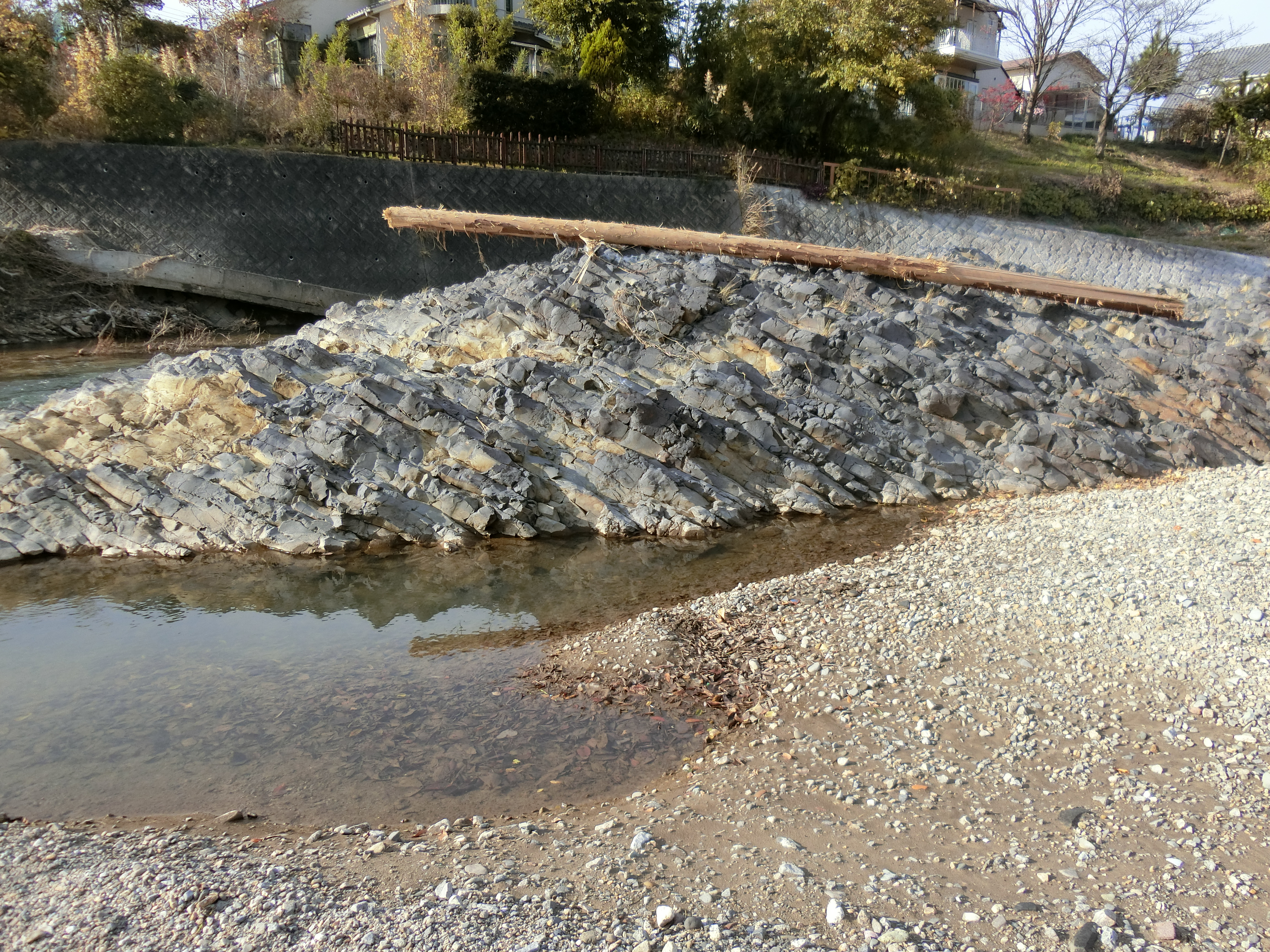
汐ノ宮火山岩の柱状節理

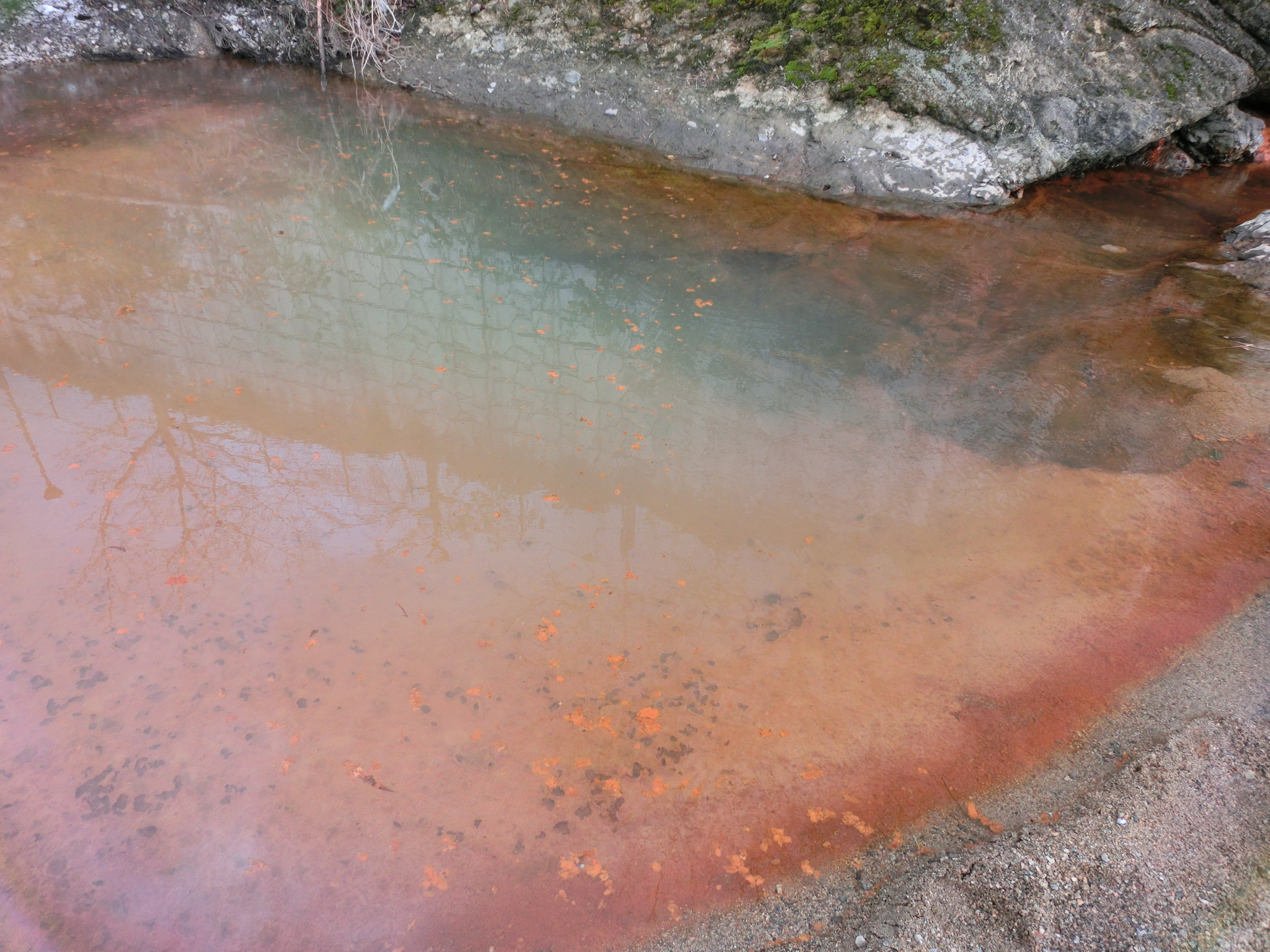
火山岩より湧出している汐ノ宮温泉

汐ノ宮火山岩（しおのみやかざんがん）は大和川水系石川の大阪府富田林市・河内長野市流域にある柱状節理の火山岩露頭。潮湧岩・溶岩岩とも呼ばれる。大阪府のレッドリスト地形地質版においてランクCに指定されている。

## 概要
大阪府富田林市横山地区及び河内長野市汐の宮地区の石川流域東岸に位置している。(株)シーエーシーの建築した汐由温泉研修センターの下にも露頭があるが、現在はコンクリート護岸されていない一部のみが確認できる。
二上山や五色台、嶽山と同じ1600万年前に活動した瀬戸内火山帯の溶岩が地上に噴出して固まった露頭である。そのため露頭には六角柱の柱状節理が形成されている。
組成としては讃岐岩に近い性質の安山岩であり、表面は黒色ガラスで覆われている。
市内ではこの他の地形は花崗岩質であり、浸食で流された岩石の一部が石川の下流で確認できる他、切り出された安山岩が家屋の石垣や交差点の置石に用いられている。
火山岩の割れ目等から含炭酸土塁食塩泉が湧出しており泉質が同じ長野温泉に含まれる事がある。火山岩の別名である潮湧岩と河内長野市汐の宮地区の名前の由来はここから来ている。

## 地学上の意味
汐ノ宮火山岩の割れ目から湧出している鉱泉は含まれているヘリウム同位体の分析から有馬温泉と同じくフィリピン海プレート由来の深部流体である事が判明している。
大阪府下において柱状節理の見られる地形や露頭は少なく、身近に巡検に行ける露頭として取り上げられている。

## 人間史
天暦元年(947年）以降 - 菅原道真公を祀る目的として火山岩の上に横山天神祠が安置される。
南北朝時代 (1337年) - 南朝方の武士達が火山岩より湧出している鉱泉に浸かって療養していたという伝承が伝わっている。
嘉永6年（1853年）3月 - 西国三十三名所図会・河内名所図会において横山天神祠と共に潮湧岩という名前で紹介される。
明治40年(1907年) - 横山天神祠が彼方春日神社に合祀される。
明治43年 (1910年) - 横山天神祠の跡地に汐ノ宮温泉として旅館「錦川館」が開館する。
明治44年(1911年) - 汐ノ宮駅が開業する。
大正12年 - 大鉄により汐ノ宮温泉浴場が開設される。
昭和9年 - 大鉄が汐ノ宮温泉興業株式会社を設立し、温泉施設の拡張が行われる。
昭和15年 - 大鉄が汐ノ宮温泉興業株式会社を吸収合併し、直営に戻る。
昭和18年 - 大鉄経営による汐ノ宮温泉浴場が廃業となる。令和3年現在、民間の温泉研修センターが跡地に作られている。
平成元年(1989年) - 日本地学教育学会の刊行物において教育題材として汐ノ宮火山岩が紹介される。
平成26年(2014年) - 大阪府のレッドリスト地形地質版に掲載される。